# Юховичи (Витебская область)
Ю́ховичи (бел. Юхавічы, ранее также Юхновичи) — деревня на реке Нища недалеко от границы с Россией. Расположена на северо-западе Россонского района Витебской области Республики Беларусь. Входит в состав Клястицкого сельсовета. До 2004 года была центром Юховичского сельсовета..

## История
Во временная Великого княжества Литвоского Юховичи входили в состав Полоцкого княжества и находились во владении рода Храпавицких. 
После второго раздела Речи Посполитой (1793 год) Юховичи оказались в составе Российской империи. 
С 1776 г. по 1796 г. и с 1802 г. по 1923 г. местечко Юховичи входило в состав Дриссенского уезда Витебской губернии, являлось центром Юховичской волости. 
Недалеко от местечка проходили военные события во времена Отечественной войны 1812 года (Сражение под Клястицами)
По переписи 1897 года здесь проживало 635 человек. В Юховичах работал магазин, много продовольственных и хозяйственных лавок, постоялые дворы, ремесленные мастерские. Ежегодно 4 июля проводилась ярмарка. В 1905 году здесь была открыта еврейская школа. Действовала синагога.
25 марта 1918 года согласно Третьей Уставной грамотой Юховичи должны были стать частью Белорусской Народной Республики. 1 января 1919 года они вошли в состав Белорусской ССР, однако 16 января вместе с соседними территориями перешли в состав РСФСР. 17 июля 1924 году Юховичи опять вошли в состав БССР, где они стали центром сельсовета новообразованного Россонского района Полоцкой области. 
Во время Великой Отечественной войны все евреи Юховичей были убиты фашистами — часть из них расстреляли в Россонском гетто, а часть прямо в деревне. Их построили и погнали в Россоны, обманув, что будут отправлять в Палестину и чтобы они взяли с собой все ценности и лучшие вещи. Потом выманенные таким образом ценности отобрали.
Во время Второй Мировой войны Бригада имени К. К. Рокоссовского в феврале 1943 участвовала в боях против карательной экспедиции возле деревень Юховичи, Неподовичи, Юховичи, Павлово, Нища Рассонского района, около деревень Чургли, Лесниково, Рубчики, Кахановичи, Дриссенского и Асвейского районов.
8 апреля 2004 вошли в состав Клястицкого сельсовета. 

## Население
- XIX век: 
  - 1838 год — 189 чел. (90 муж. и 99 жен.), из них шляхты — 2 муж. и 3 жен., духовного звания православного 3 муж. и 5 жен., мещан-евреев 39 муж. и 38 жен., крестьян 45 муж. и 52 жен., отставных Солдатов 1 муж. и 1 жен.[5];
  - 1882 год — 282 чел.[6]
  - 1897 год — 635 чел.
- XX век: 1999 год — 297 чел.
- XXI век: 2010 год — 162 чел.; 2019 год — 111 чел.[1]

## География
Климат умеренный. Средняя температура января — 7,8, июля +17,7 градуса, осадков — 578 мм за год, вегетационный период — 183 дня (данные по Россонскому району)

## Транспорт и сообщение
Рядом проходит автомобильная дорога Р46, по которой в 2 км на север находится граница с РФ. В деревне находится таможенный пограничный пункт.
Рядом с таможенным пограничным пунктом – старинное еврейское кладбище.

## Уроженцы деревни
- Трейвас, Борис Ефимович (1898)

## Карты
Положение на электронной карте Google